# Anaplectoides secreta
Anaplectoides secreta är en fjärilsart som beskrevs av Márton Hreblay och Plante 1995. Anaplectoides secreta ingår i släktet Anaplectoides och familjen nattflyn. Inga underarter finns listade i Catalogue of Life.